# Heim+Handwerk
Die Heim+Handwerk ist eine Publikumsmesse, die von der Gesellschaft für Handwerksmessen (GHM) veranstaltet wird. Sie findet jedes Jahr im Herbst auf dem Gelände der Messe München statt. Die Themen Wohnen, Einrichten und Lifestyle stehen im Vordergrund der Veranstaltung. In diesem Bereich ist die Heim+Handwerk die größte Verbraucherausstellung in Süddeutschland.

## Geschichte
Die erste Heim+Handwerk wurde 1978 in München veranstaltet. Im Durchschnitt präsentieren jährlich rund 650 Aussteller ihre Produkte und Dienstleistungen rund 71.000 Besuchern.  Parallel dazu wird die Messe Food & Life, der Treffpunkt für Genießer veranstaltet.

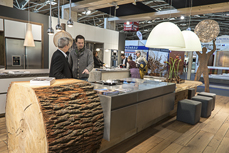
Küchen, Einrichtung und Elektrogeräte auf der Heim+Handwerk in München

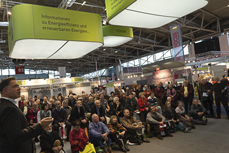
Informationen zum Energiesparen auf der Heim+Handwerk in München

## Ausstellungsbereiche
Das Angebotsportfolio umfasst im Einrichtungsbereich individuelles Handwerk und Kunsthandwerk, maßgefertigte Einrichtungslösungen, Möbel, Küchen und Bäder. Im Bau- und Ausbaubereich umfasst das Angebot Produkte zum energieeffizienten Bauen, Sanieren, Renovieren und Modernisieren. Ein ergänzendes Rahmenprogramm bietet Informationen und Beratung zu verschiedenen Aspekten rund um die vier Wände:
- Themenfläche Planwerk mit Einrichtungsberatung von Studenten der Hochschule Coburg
- Freundin-Haus in Kooperation mit dem Burda-Verlag
- Themenfläche Schreiner mit Präsentationen der Wettbewerbe: „Holz aus Bayern“ und „Die gute Form“

## Verkehrsanbindung
Die Heim+Handwerk findet in vier Messehallen der Messe München statt. Zu erreichen ist sie über die U-Bahnhof Messestadt Ost mit der Linie U2. Im Norden führt die Bundesautobahn 94 vorbei, an die das Messegelände mit zwei Autobahnausfahrten angeschlossen ist.